# Жардан, Ион
Ион Жардан (рум. Ion Jardan; род. 10 января 1990, Корнешты, Унгенский район, Молдавская ССР, СССР) — молдавский футболист, защитник, выступающий в клубе Национальной дивизии «Петрокуб».

## Карьера

### Клубная
Родился в селе Корнешты Унгенского района, позднее с семьёй переехал в город Унгены. Начинал заниматься футболом в Унгенской спортивной школе. С 2006 года выступает за основной состав клуба Дивизиона «A» «Олимп (Унгены)». Всего за клуб провел 12 матчей и забил 1 гол.
В 2008 году перешёл в клуб Национальной дивизии «Рапид (Гидигич)». Постепенно становится одним из лидеров команды, в первом сезоне проведя за основу 21 матч и забил 1 гол. С октября 2012 года становится капитаном команды. Всего за клуб провел 116 матчей и забил 6 голов.
24 июня 2013 года переходит в клуб украинской Премьер-лиги «Арсенал» из Киева. Дебютировал в составе клуба в товарищеском матче против российского клуба «Ростов» 27 июня 2013 года. В октябре 2013 года, так и не проведя за клуб ни одного матча, покинул клуб. После того как покинул Украину тренировался с клубом «Рапид (Гидигич)».
В январе 2014 года находился на просмотре в клубе Лиги I «Ботошани», но в итоге контракт не заключил.
В феврале 2014 года подписал контракт с клубом «Зимбру». С клубом становился победителем Кубка Молдавии и Суперкубка Молдавии.

### Международная
Выступал за молодёжную сборную Молдавии с 2010 по 2012 годы, являлся капитаном.
В марте 2013 года Ион Карас вызвал Жардана в сборную Молдавии, однако дебютировал защитник только 14 июня 2013 года в матче против сборной Кыргызстана.

## Достижения
- Обладатель Кубка Молдавии: 1 (2013/14)
- Обладатель Суперкубка Молдавии: 1 (2014)